# ティロの速記
ティロの速記 （ ラテン語: notae Tironianae  ; 英語: Tironian notes, Tironian shorthand）は、 マルクス・トゥッリウス・キケロの奴隷兼秘書、そして後に彼の解放奴隷となったティロ （前94?  –  前4）によって発明された速記法である （en:Tironian_notes）。ティロの速記は約4,000の符号で構成されていたが、古代ローマ時代にその数は5,000まで増えた。 中世の間に、ティロの速記法はヨーロッパの修道院で教えられ、符号の数は約13,000にまで増えた  。ティロの速記は1100年以降衰退したが、いくつかの省略符号は17世紀になっても使用されており、今日でもごく少数ながら使用されているものがある  。 

## 符号数に関する注意

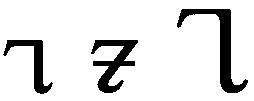
ティロの速記 'et', U +204A ⁊

ティロの速記は、言葉をより短く書き表すために、いくつかの単純な符号を組み合わせた符号（省略符号）を使っている。このことは、 証言された符号の数が多いこと、および符号の総数の推定値にばらつきが大きいことの原因の一つである。さらに、「同じ」符号にいくつかバリエーションがあることも、同じ問題を引き起こしている。 

## 歴史

### 開発
歴史家によって「速記の父」と呼ばれた 、ティロ （94 BC? - 4 BC）は、キケロ（106 - 43 BC）の奴隷であり、のちに解放奴隷となった個人秘書である。 ティロは、彼と同じ立場にあった者と同様、キケロの発言（例えば、演説や職業上ないし個人的なやりとり、あるいは商取引の交渉など）をすばやく正確に書き取ることが求められた。時には公開広場を歩きながらであったり、展開が早く、議論になる政治や裁判手続の間ということもあった 。 
当時のラテン語で体系化された唯一の省略記述法は、法的表記法(notae juris)に使用されていたが、意図的に難解にされ、専門的な知識を持つ人々にしかアクセスできないようにされていた。別な方法としては、速記はメモをとったり個人的な会話を書き取るために即興でするしかなく、このような速記法は閉鎖的なコミュニティーの中でしか理解されることのできないものだった。 記念碑に刻まれているものなど、ラテン語の単語やフレーズを速記したものの一部は一般的に認識されていたが、「この時点において、本物のラテン語の速記法は存在しなかった」のである 。 
学者が信じるところにれば、キケロは、ギリシャ語速記法の複雑さを知った後、包括的かつ標準的なラテン語速記法の必要性を認識し、その使命を彼の奴隷であったティロに託した。そして、ティロの速記は非常に洗練され、正確であったため、彼の速記法は標準化され広く採用された最初のラテン語速記法となった。ティロの速記 (notae Tironianae) は、ラテン文字の略字、ティロが考案した抽象的な符号、およびギリシャ語速記法から借用した符号で構成される。ティロの速記は、前置詞 、省略した単語、縮約、 音節、活用を表すことができた。Di Renzoによれば、「ティロは、フレーズだけでなく、キケロがアッティクスへの手紙の中で感嘆したように、『すべての文』を記録するため、楽譜の音符のようにこれらの符号を組み合わせた」のだ 。 

表: ティロの速記の例 より複雑なアイデアを形成するためにさまざまなマークにより変形することができる

### 論争
カッシウス・ディオは、速記の発明者をガイウス・マエケナスであるとし、マエケナスは彼の解放奴隷であるAquilaを雇い、その速記法を多くの他の人に教えさせたと述べている  。それに対し、イシドールスは、より早い時期における別の速記法について詳述し、クィントゥスエンニウスが速記法の発明者であるとし、彼は1,100の省略符号（ラテン語: notae）を発明したとする。イシドールスは、ティロはローマに速記実務をもたらしたが、ティロの速記法は前置詞のみにしか使われなかったと述べる  。一方、プルタルコスは、"Life of Cato the Younger"（1683）の中で、キケロの秘書が、最初のラテン語速記法を確立したと述べる。 
これは、カトーのスピーチのうち、唯一保存されたと言われるものだ。執政官であるキケロは、元老院のさまざまな場所に配属されていたため、彼は数人の最も優れた速記者を持った。彼らは少ない画数でで多数の単語を含む記号を作るように教えていた。その当時まで、私たちが速記者と呼ぶものは使われていなかった。そして、彼らが最初の速記法を確立したと言われている。—プルタルコス、"Life of Cato the Younger"

### 前書き
ティロのオリジナルの手引書や体系は現存しない。したがって、彼の速記法に関する知識は、伝記記録と、中世以降の速記符号目録のコピーに基づいている  。歴史学者は通常、 プルタルコスの"The Lives of the Noble Grecians and Romans (1683)"中の小カトーの伝記に従い、公式に初めて用いられた63 BCを、ティロの速記の発明とする  。ティロの速記が体系化される以前、彼は速記法を開発し、改善するために彼自身でそれを用いたとされるが、それはキケロがシチリアで公職に就いており、彼がそこで他の役人の間で行われる汚職について集めた機密情報を保護するためにティロの速記を必要とした、75 BC 頃ではないかと歴史家は見ている 。 
ティロの速記法が広く普及する以前に、ティロがキケロと彼の速記者、そしておそらく彼の友人と家族に、彼の速記法を教えたという証拠がある。 "Life of Cato the Younger"の中で、 プルタルコスは、65 BCに元老院がカティリナの陰謀に関する最初の公聴会を行った際に、ティロとキケロの他の秘書がきめ細かく、そして素早く、キケロの演説を書き写したと書いている。 最も古いティロの速記符号表の多くでは、この演説の発言が例として頻繁に使用され、学説では、これが初めてティロの速記法を用いて記録されたものであるとされている。さらに、演説の準備として、キケロが演説中に使用するメモをティロが速記で概要を起草したと 学者たちは考えている 。 

### 拡張
イシドールスは、 セネカがティロの速記法に体系化するまで、ウィプサニウス 、"Philargius"、およびAquila（前述のとおり）など、さまざまな人の手により符号が追加されティロの速記法が開発されたことについて述べている 。 

### 中世における使用
中世に入り、ティロの速記は、しばしば他の略語と組み合わせて使われ、元の記号はカロリング朝の間に14,000の記号に拡張された。しかし、速記が魔術や魔法に関連するとされ、その後急速に関心を失い、12世紀にカンタベリー大司教の トーマス・ベケットが再興するまで忘れられることになる 。15世紀に、スポンハイムのベネディクト会修道院の修道院長であるヨハネス・トリテミウスは、詩篇とキセロの語録がティロの速記で書かれた notae Benenses を発見した 。

## 現在

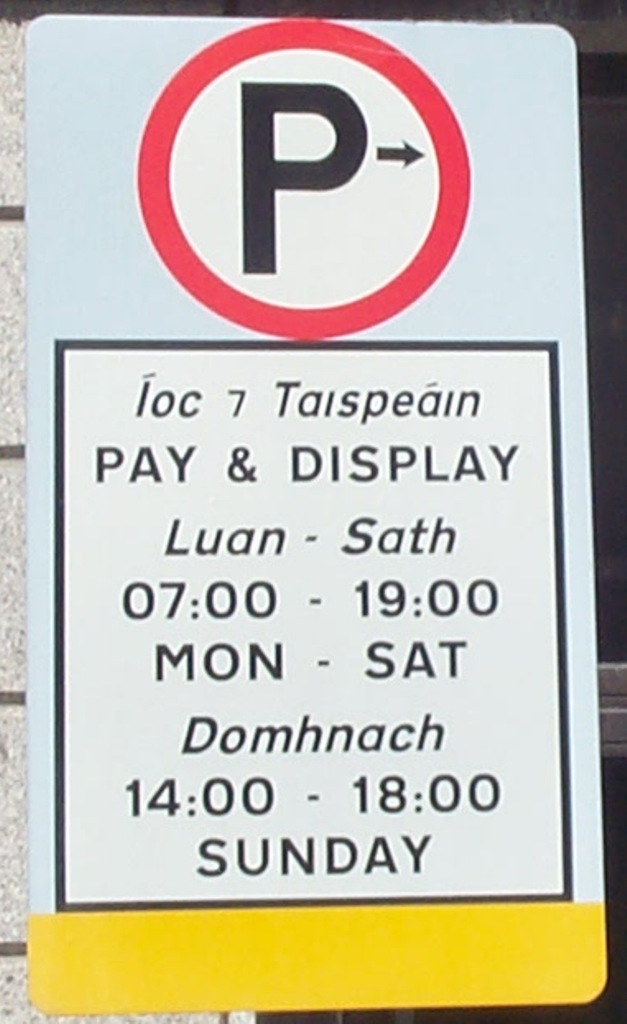
アイルランドのパーキングチケット表示。ティロの速記（'et': 「そして」)が使われている。

ティロの速記は現在でも使用されているものがあり、特に 'et' （「そして」「＆」の意味）の符号はアイルランドやスコットランドで用いられている 。 

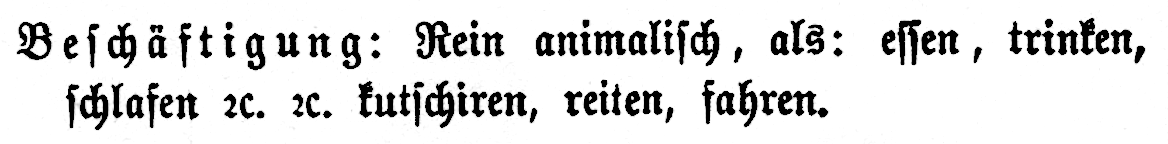
ティロの速記の'et'を"etc."の省略として用いている。 フラクトゥール、ドイツ語印刷、1845年

ブラックレター （特にドイツ語印刷中）のテキストでは、19世紀になっても、省略符号⟨⁊c.⟩ = "etc." （エトセトラ）の意味で使われていた。 
ティロの速記の " et " は、書体における“円形のR”と非常によく似ている。 
古英語写本では、ティロの速記の "et" は、発音的位置と形態論的位置の両方を兼ねていた。 たとえば、二つの単語の間にあるティロの速記の "et" は、音声的に "ond" と発音され、 "and" を意味する。 しかし、ティロの速記の "et" が "s" の文字の後に続く場合、それは音声的に "sond" と発音され、「水」（現代英語の "sound" の由来）を意味する（つまり、"s" + "ond" で "sond" となる）。このような両義的機能は、正式な現代英語においては採用されていない。たとえば、「砂(sand)」という単語を「s&('s' +'and')」と綴ることはできない（ただし、特定のインターネットフォーラムで行われている非公式のスタイルでは用いられることがある）。 この方法は、 "&c" という表記が "etc." を表すためにしばしば使用されることとは異なる（"&" はラテン語の "et" を表し、それに "c." を付け足すことで "et cetra"（エトセトラ）の意味になる）。

## コンピュータでのサポート
現代のコンピューティングデバイスでティロの省略符号を使用するのは簡単ではない。 
ティロの速記の ⟨⁊⟩（"and"）はUnicodeで U+204A に収録され、デバイスの比較的広い範囲で（アイルランドやスコットランド・ゲール語で書かれた文書用などで）表示させることができる。Microsoft Windowsでは、Segoe UI Symbol （Windows Vista以降にバンドルされているフォント ）で表示できる。macOSおよびiOSデバイスでは Courier、Helvetica、Neue Helvetica で表示可能（macOSではLucida Grandeも表示可能）。Windows、macOS、ChromeOSおよびLinuxでは、自由なDejaVu Sansフォント（ChromeOSおよびさまざまなLinuxディストリビューションにバンドルされている）でも表示できる。 
「アイルランド語の辞書 」のオンライン版のように、おおむね似たように見えるため、ティロの速記の"et"をボックス描画文字 U+2510で置き換えたアプリケーションやWebサイトもある。 数字の"7"も、インターネットフォーラムなどの非公式な文脈で、時には活字でも使用されることがある 。 
中世のUnicodeフォントイニシアチブ (MUFI) によって、他の多くのティロの速記の記号がUnicodeの私用領域に割り当てられている。その仕様をサポートする無料の書体へのリンクも提供している。

## ギャラリー

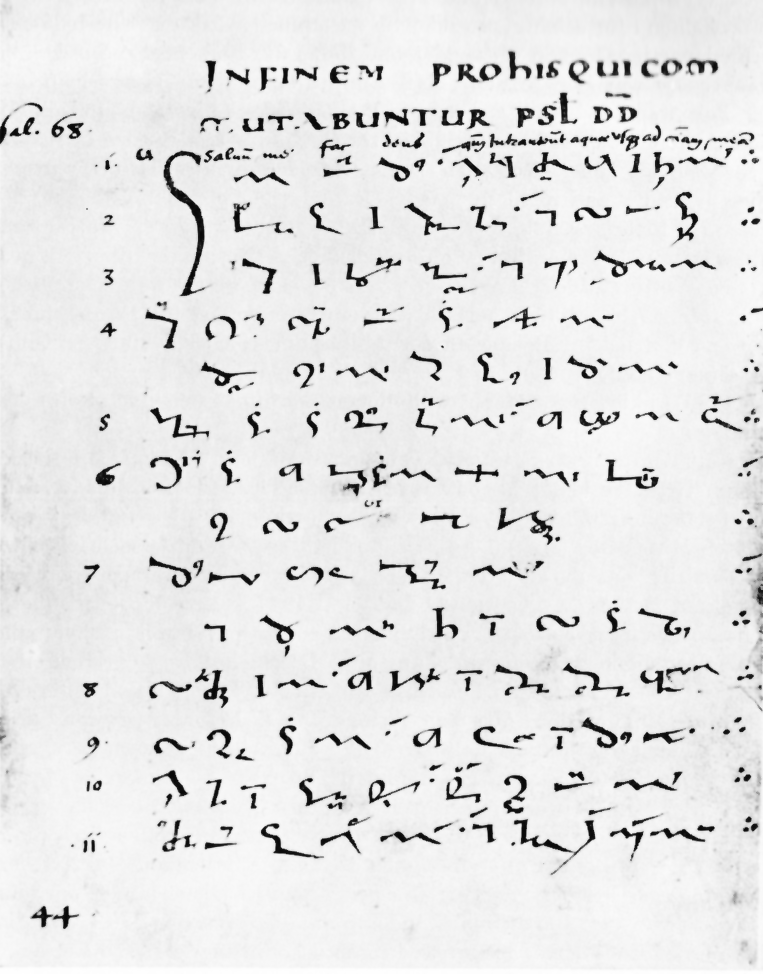
詩篇68編。 原稿、9世紀
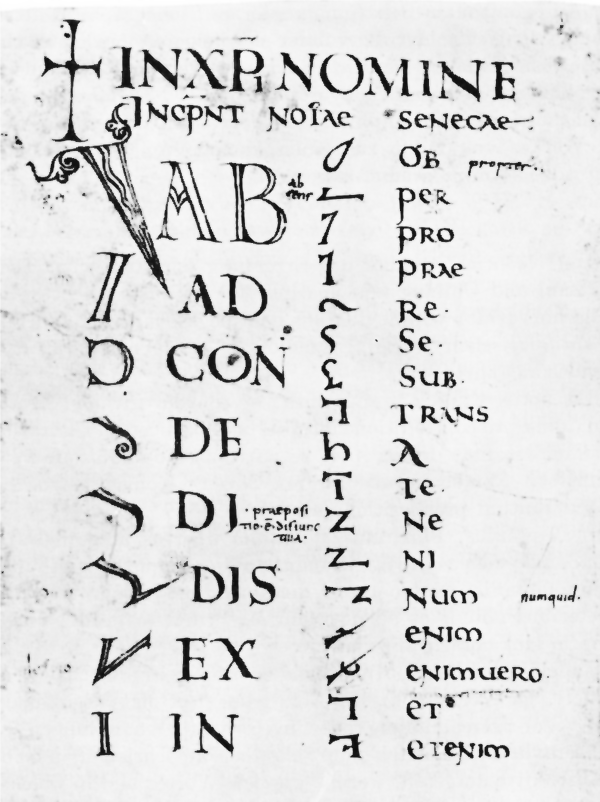
8世紀のティロの速記の用語集、コーデックスCasselanus
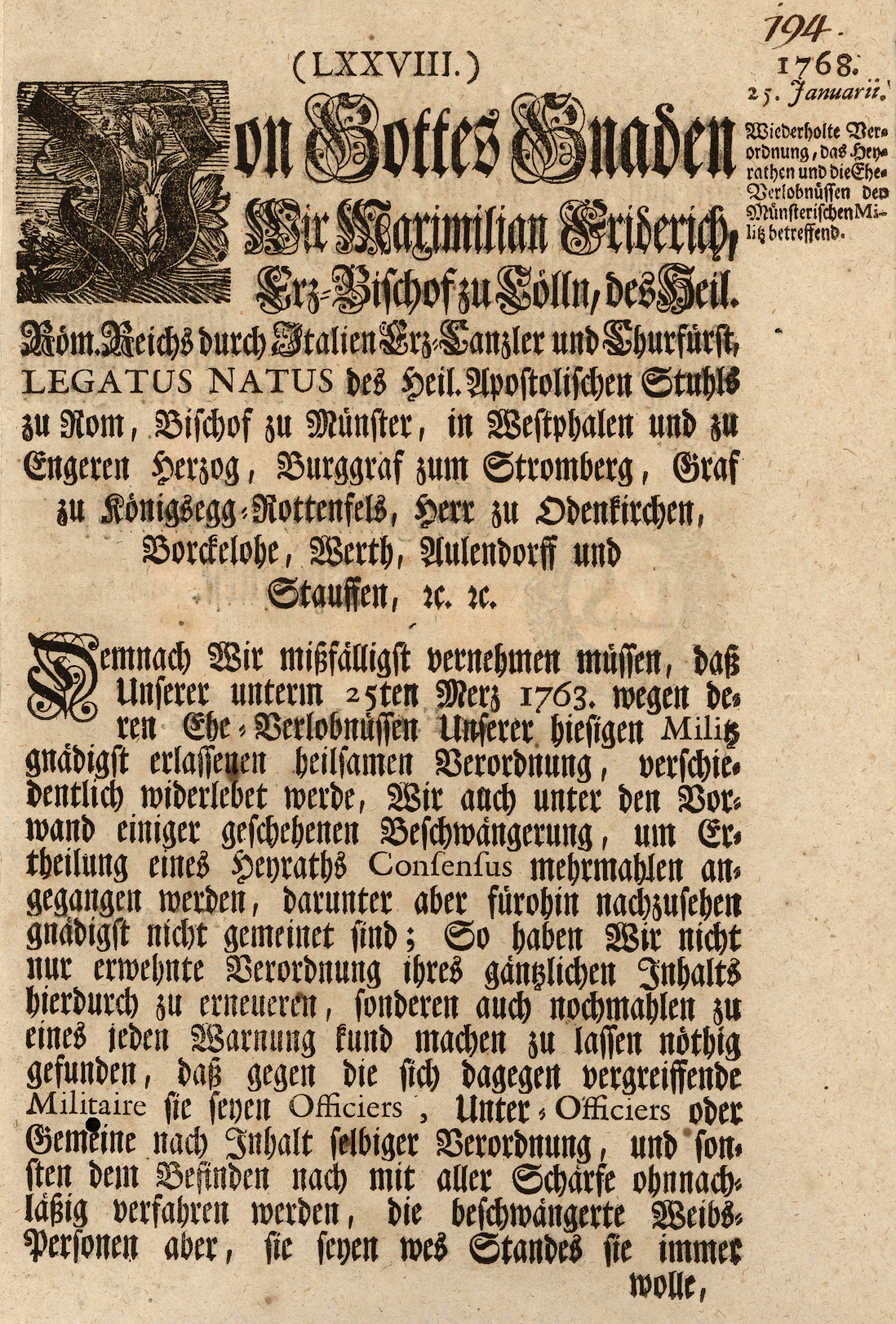
ティロの速記"et"が、"etc."の省略に使われている。貴族の一覧の最後。 ドイツの印刷、1768

## 参照
- アンパサンド
- ゲーリック文字
- 筆記略語